# Маловоложикьинское (сельское поселение)
Маловоложикьинское — упразднённое муниципальное образование со статусом сельского поселения в Можгинском районе Удмуртии Российской Федерации.
Административный центр — село Малая Воложикья.
25 июня 2021 года упразднено в связи с преобразованием муниципального района в муниципальный округ.

## История
Статус и границы сельского поселения установлены Законом Удмуртской Республики от 13 июля 2005 года № 41-РЗ «Об установлении границ муниципальных образований и наделении соответствующим статусом муниципальных образований на территории Можгинского района Удмуртской Республики».

## Население
| 2008 | 2010 | 2012 | 2013 | 2014 | 2015 | 2016 |
| ---- | ---- | ---- | ---- | ---- | ---- | ---- |
| 734  | ↘726 | ↘714 | ↘702 | ↘691 | ↘672 | ↘653 |
| 2017 | 2018 | 2019 | 2020 |      |      |      |
| ↘646 | ↘616 | ↘611 | ↘596 |      |      |      |

## Состав сельского поселения
| № | Населённый пункт | Тип населённого пункта       | Население |
| - | ---------------- | ---------------------------- | --------- |
| 1 | Александрово     | деревня                      | ↗5        |
| 2 | Боринка          | деревня                      | ↘13       |
| 3 | Бурмакино        | деревня                      | ↘2        |
| 4 | Малая Воложикья  | село, административный центр | ↘479      |
| 5 | Сосновый Бор     | посёлок                      | →4        |
| 6 | Студёный Ключ    | деревня                      | →0        |
| 7 | Чемошур-Уча      | деревня                      | →211      |